# Thomas Stafford (astronaut)

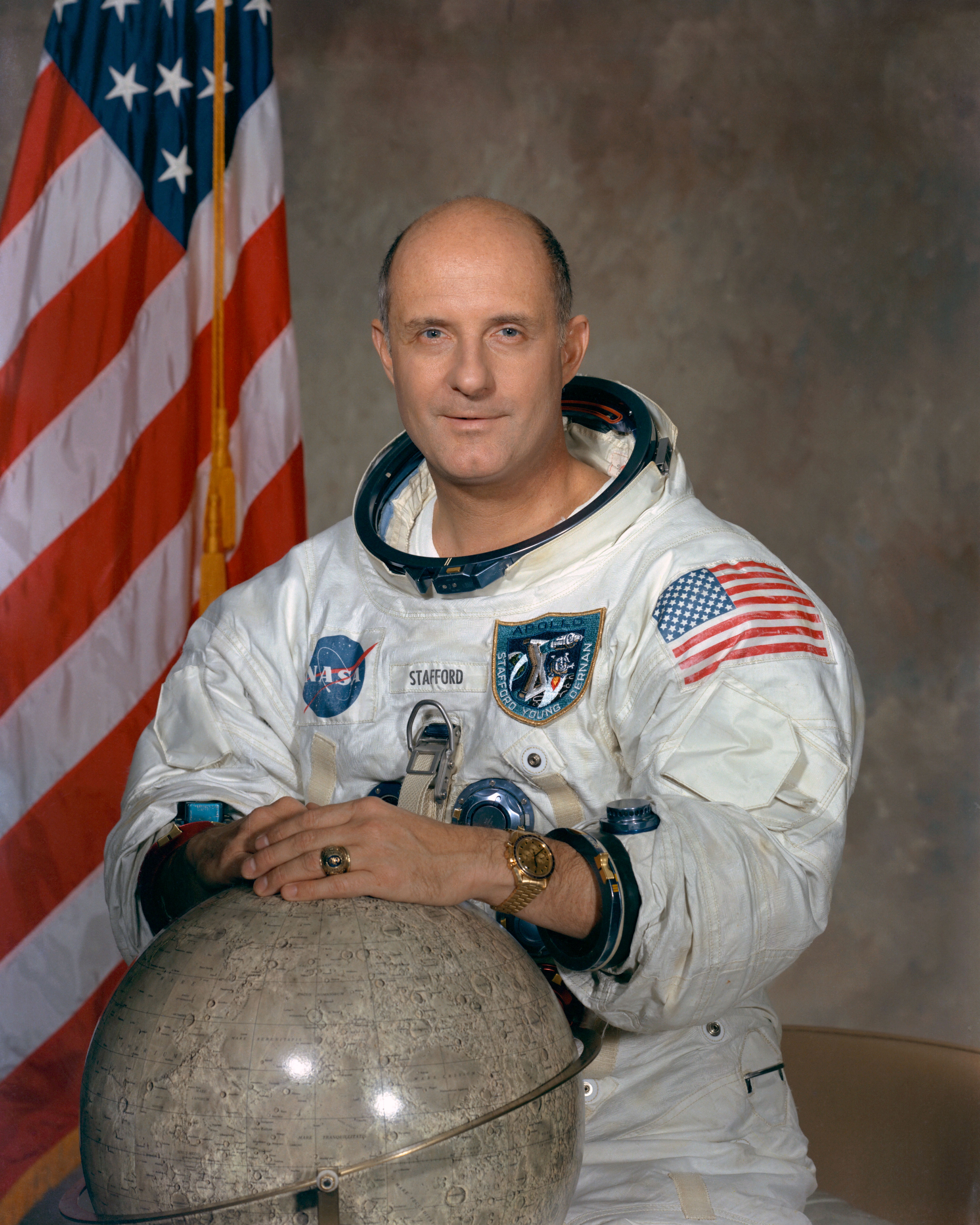
Thomas Stafford

Thomas Patten Stafford (Weatherford (Oklahoma), 17 september 1930 – Satellite Beach (Florida), 18 maart 2024) was een Amerikaanse astronaut en luchtmachtgeneraal. Hij werd in 1962 geselecteerd in de tweede groep astronauten waartoe ook Neil Armstrong behoorde. Stafford nam deel aan vier ruimtevluchten: Gemini 6A, Gemini 9A, Apollo 10 en de ASTP-vlucht, waarbij een Amerikaanse Apollo aan een Russische Sojoez gekoppeld werd. In totaal verbleef hij 507 uren in de ruimte, met inbegrip van een vlucht naar de maan. Als militair piloot, onder meer als testpiloot, vloog hij met 120 verschillende types vliegtuigen.

## Piloot bij de Amerikaanse luchtmacht
Stafford studeerde aan de US Naval Academy van Annapolis en stapte toen over naar de luchtmacht. Na zijn basisopleiding diende hij op verschillende basissen, onder meer op de basis van Hahn in Duitsland. Als testpiloot was hij mede-auteur van "The Pilot's Handbook for Performance Flight Testing" en "The Aerodynamics Handbook for Performance Flight Testing".

## Gemini project
Stafford werd aanvankelijk geselecteerd voor de eerste bemande vlucht van de tweepersoons Gemini-capsule, (Gemini 3) als piloot naast gezagvoerder Alan Shepard. Toen deze laatste om medische redenen zijn vluchtstatus verloor, werd ook Stafford van de vlucht gehaald, en toegewezen aan Gemini 6, nu naast gezagvoerder Walter Schirra. Het oorspronkelijke doel van deze missie was een koppeling met een Agena-raket, maar toen de doelraket verloren ging, werd besloten eerst Gemini 7 te lanceren voor de voorziene missie van twee weken, en pas daarna Gemini 6, nu herdoopt als Gemini 6A, nog terwijl Gemini 7 in de ruimte was. Deze laatste diende nu als doel voor Gemini 6A, en de twee ruimtetuigen naderden elkaar tot op enkele tientallen centimeter. Hiermee was voor het eerst bewezen dat het Amerikaans ruimteprogramma in staat was een rendez-vous in de ruimte uit te voeren, een cruciale activiteit tijdens het komende Apollo project.
Stafford werd vervolgens, geheel volgens het rotatiepatroon, aangewezen als reserve commandant van Gemini 9, met als copiloot Eugene Cernan, een astronaut uit de derde groep, geselecteerd in 1963. Ze promoveerden tot hoofdbemanning toen de oorspronkelijke hoofdbemanning, de astronauten Elliot See en Charles Bassett, om het leven kwam in een vliegtuigcrash.
Gemini 9 was een ambitieuze vlucht met een voorziene koppeling met een Agena doelraket, en een ruimtewandeling door Eugene Cernan die een rugpakket met aandrijving moest testen. Opnieuw ging de Agena verloren, en ook de kleinere reservedoelraket bleek geen koppeling toe te laten. Tijdens de ruimtewandeling kwam Eugene Cernan in grote moeilijkheden door oververhitting ten gevolge van de fysisch zeer zware opdracht. Eugene Cernan zou later Stafford voor een tweede maal vergezellen bij Apollo 10 en de commandant zijn van de laatste maanlanding (Apollo 17).

## Apollo project
Stafford was tijdens het Apolloproject commandant van Apollo 10, de generale repetitie voor de uiteindelijke eerste maanlanding. Tijdens deze missie cirkelde een Apollo rond de maan terwijl de maanlander uitgebreid getest werd in de buurt van het maanoppervlak. De maanlander met Stafford, opnieuw vergezeld van Eugene Cernan daalde af tot een hoogte van slechts vijf kilometer. De bedoeling was de afdalingsprocedure te testen, evenals de communicaties met het Apollo moederschip en het grondstation in Houston, het afkoppelen van de daaltrap, het terugkeren naar de parkeerbaan van het moederschip en de koppeling met dat moederschip. Op een incident tijdens het afstoten van de daaltrap na, verliepen alle testen naar wens en koppelde de stijgtrap van de maanlander weer met het Apollo 10 moederschip dat John Young als piloot had. Het succes van Apollo 10 opende de weg voor de eerste maanlanding. Enige tijd werd door sommige managers van NASA met de idee gespeeld de eerste effectieve maanlanding reeds door Apollo 10 te laten uitvoeren, maar Stafford was zelf om operationele redenen tegen dit idee omdat de maanlander enkel maar getest was in een baan om de aarde, tijdens de vlucht van Apollo 9. Ook was de maanlander die Apollo 10 meenam nog iets te zwaar om een landing te kunnen uitvoeren.

## Apollo-Sojoez-testproject
In juli 1975 werd in het kader van het Apollo-Sojoez-testproject voor het eerst een koppeling uitgevoerd tussen een Amerikaanse Apollo en een Russische Sojoez. Stafford was reeds van in het begin betrokken bij de planning van dit project, en kreeg uiteindelijk ook het commando over deze vlucht, die hij uitvoerde met de astronauten Donald Slayton en Vance Brand. De Russische bemanning van de Sojoez 19 bestond uit twee kosmonauten, Aleksej Leonov en Valeri Koebasov. Omdat de twee ruimteschepen een verschillende atmosferische samenstelling hadden, en een verschillende druk, moesten de bezoeken over en weer gebeuren via een tussensluis, de zogenaamde Docking Module, die door de Apollo werd mee gebracht. De vlucht was vooral symbolisch van betekenis. De volgende reële samenwerking in de ruimte tussen de twee grootmachten gebeurde tijdens het Russische Mir-programma, toen Amerikaanse astronauten langdurig in het Russische station verbleven, en toen Amerikaanse ruimteveren regelmatig aankoppelden. De internationale samenwerking in de ruimtevaart vond zijn bekroning in het ruimtestation ISS.

De Apollo-Sojoezcombinatie met tussenin de koppelingsmodule
National Air and Space Museum, Washington DC

## Post-NASA activiteiten
Stafford bekleedde diverse managementfuncties bij de Amerikaanse luchtmacht, waar hij uiteindelijk promoveerde tot luitenant-generaal. Daarnaast was hij adviseur in tal van overheidscommissies over ruimtevaart, en wetenschappelijke programma's.
Stafford overleed op 93-jarige leeftijd.